# Charles Morice
Charles Morice (* 15. Mai 1860 in Saint-Étienne; † 18. März 1919 in Menton) war ein französischer Schriftsteller, Literaturkritiker und Kunstkritiker.

## Leben und Werk
Charles Morice begann seine schriftstellerische Karriere mit Übersetzungen von Dostojewski (zusammen mit Ely Halpérine-Kaminsky, 1858– 1936). 1888 veröffentlichte er als erster ein Buch über Paul Verlaine, 1889 ein weiteres über die gesamte französische Literatur seiner Zeit (La littérature de tout à l'heure), das ihn bekannt machte. Er wurde zum Vorkämpfer des Symbolismus und hielt darüber 1892 Vorträge an der Universität Genf (Du sens religieux de la poésie. Sur le mot poésie, le principe social de la beauté, 1893). Auf Bitten von Paul Gauguin verarbeitete er dessen Notizen zu dem Buch Noa Noa (1894, 1901, zuletzt 2017, deutsch Berlin 1925), das die spätere Kritik als entstellend verurteilte und ihm 1988 und 1998 gereinigte Ausgaben an die Seite stellte.
Von 1896 bis 1901 lebte er in Brüssel (L'esprit belge, 1899, mit Vorwort von Camille Lemonnier). 1906 erschien sein Buch über den Maler Eugène Carrière, 1909 seine Anleitung zum Museumsbesuch (Pourquoi et comment visiter les musées). Nach seiner Rückkehr zum Katholizismus von 1909 publizierte er 1911 im Dichter-Verlag Albert Messein den Roman Il est ressuscité! (Er ist auferstanden!). Darin kommt Jesus in das Paris der Belle Époque und hält auf dem Montmartre eine Bergpredigt, in der er Paul Verlaine und Auguste de Villiers de L’Isle-Adam zu großen Dienern Gottes erklärt. 1918 erhielt er den Prix Xavier-Marmier der Académie française.

## Weitere Werke (Auswahl)
- Pages choisies de Charles Morice. Vers et proses. A. Messein, Paris 1912.
- Lettres à mes amis sur quelques points de durable actualité. 1. Le retour ou Mes raisons. 2. L'amour et la mort. 2 Bde. A. Messein, Paris 1913.
- Quelques maîtres modernes. Whistler, Pissarro, Fantin-Latour, Constantin Meunier, Paul Cézanne. A. Messein, Paris 1914.
- Quincaille. A. Messein, Paris 1914. (Sammelschrift)
- Paul Gauguin. H. Floury, Paris 1920.
- Par le sang de France. Plon-Nourrit et Cie, Paris 1921. (Weltkriegsprosa)
- Le rideau de pourpre. Poèmes. A. Messein, Paris 1921.